# Reazione alcali aggregati

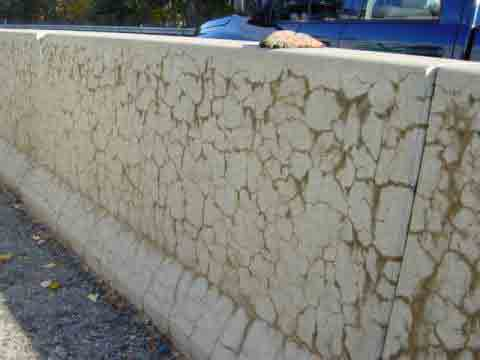
Tipico quadro fessurativo dovuto a reazione alcali aggregato

La reazione alcali-aggregato è una delle forme di degrado chimico del calcestruzzo che si innesca in presenza di aggregati caratterizzati da una particolare composizione mineralogica.

La reazione alcali-aggregato si verifica in due forme: 
- reazione Alcali-Silice (Alkali-Silica Reaction o  ASR) si manifesta in presenza di silice amorfa;
- reazione Alcali-Silicato (Alkali- Silicate Reaction) si manifesta con aggregati, chiamati impropriamente inerti (se fossero inerti non reagirebbero), costituiti da silicati polifasici;
- reazione Alcali-Carbonato (Alkali-Carbonate Reaction o  ACR) in presenza di aggregati calcarei dolomitici.

Il primo fenomeno, osservato per la prima volta negli USA da T.E. Stanton nel 1940, è il più comune.

## Reazione Alcali-Silice

### Cause
La reazione alcali silice è generalmente associata alla presenza di alcali (sodio e potassio) nel cemento e di silice amorfa o scarsamente cristallina in alcuni aggregati. 

Secondo Stanton in teoria qualsiasi forma di silice, anche quella cristallina come il quarzo, la tridimite e la cristobalite, può interagire con il sodio ed il potassio per dar luogo ad una sorta di silicato alcalino gelatinoso capace di rigonfiarsi in ambiente umido, ma l'entità e la velocità della reazione aumentano proporzionalmente con il grado di disordine cristallino e con la porosità della roccia.

### Dinamica del fenomeno
Il cemento contiene piccoli tenori di alcali (Na2O e K2O) derivanti dalla componente argillosa, che in seguito all'idratazione passano in soluzione sotto forma di idrossidi:
Na2O + H2O → 2 Na(OH)
K2O + H2O → 2 K(OH)
La provenienza degli alcali può anche essere esterna, ad esempio quando il calcestruzzo entra in contatto con il cloruro di sodio che viene utilizzato come sale disgelante. 

Gli aggregati reattivi reagiscono con gli ioni ossidrili (OH-) associati agli alcali dando luogo a prodotti espansivi.

Come risultato della reazione, sulla superficie dei granuli si forma un gel di silicati alcalini, il quale imbevendosi di acqua, aumenta di volume sviluppando una pressione tra i granuli e la pasta di cemento.

Poiché tale processo è lento , l'espansione si verifica quando il calcestruzzo ha già fatto presa ed è in fase di indurimento, pertanto l'aumento di pressione intergranulare può dar luogo a rigonfiamenti localizzati e fessurazioni nel calcestruzzo con conseguente degrado dello stesso. 

.

In prossimità della superficie del getto, alla fessurazione segue solitamente il distacco superficiale di una piccola porzione di area circolare di calcestruzzo (pop out) a causa dell'azione dirompente provocata dal rigonfiamento degli aggregati reattivi.

### Parametri che influenzano il fenomeno
Per quanto l'esatto meccanismo della reazione fra alcali e aggregato non sia stato del tutto chiarito, sono stati individuati alcuni parametri fondamentali che concorrono al decorso del fenomeno distruttivo.

La reazione alcali-silice si manifesta tanto più velocemente ed intensamente quanto più aumentano:
- il contenuto di sodio e potassio nella fase acquosa che riempie i pori capillari della pasta cementizia: un contenuto superiore a 2 kg/m³ è considerato pericoloso;
- l'umidità relativa dell'ambiente;
- la quantità di aggregati silicei criptocristallini ed amorfi.

È sufficiente che manchi una delle tre suddette condizioni perché il fenomeno non si manifesti o si manifesti senza danni apparenti.

### Rimedi
Per prevenire la ASR si possono utilizzare i sali di litio, sotto forma di fluoruri, carbonati o nitrati.

tali sali però hanno l'inconveniente del costo elevato, in alternativa si possono utilizzare:
- cementi d'altoforno;
- cementi pozzolanici;
- cementi compositi;

che hanno la peculiarità di neutralizzare la reazione alcali-aggregato.
I sali di litio però diventano indispensabili nel caso di restauro di costruzioni danneggiate da ASR.
In questo caso al manifestarsi dei primi distacchi localizzati (pop-out) per bloccare il fenomeno si applicano sulla superficie della struttura danneggiata i sali di litio e successivamente si può procedere con il ripristino volumetrico con prodotti cementizi tixotropici a ritiro compensato.

### Caratteristiche dell'acqua d'impasto
Se nel calcestruzzo si prevede, per motivi dimostrabili, di utilizzare aggregati alcali reattivi, nell'acqua di impasto il contenuto di sodio equivalente non deve superare 1500 mg/l (UNI EN 1008).